# Черепаховый суп
 — Что на первое хорошему гостю подашь?

— Суп «потофэ» в горшке, — рапортовал новичок.

— Ещё какой?

— Суп из тортю можно…

— А что за тортю?

— Ящерица с шелухой азиатская…
Черепаховый суп (суп тортю́) — суп или рагу из мяса черепахи, обычно мяса зелёной, каймановой, грифовой или дальневосточной черепахи. Суп из дальневосточной черепахи считается деликатесом китайской и вьетнамской кухни.

## Версии

### Китай
В Китае и в некоторых странах Юго-Восточной Азии, таких как Сингапур, черепаховый суп считается деликатесом. В супе используются мясо, кожа и внутренности черепахи. Мягкотелые черепахи, такие как Pelodiscus sinensis, обычно употребляются таким образом в китайской кухне, в то время как употребление черепах с твёрдым панцирем часто избегают из-за их мифических коннотаций. Однако твердые панцири некоторых черепах используются при приготовлении блюда под названием Guilinggao или «черепашье желе».

### Англия
Мари Антуан Карем считал черепаховый суп национальным супом англичан. Суп из мяса черепахи приобрёл популярность в Англии в 1750-х годах, но растерял её примерно 150 лет спустя из-за перелова. По словам историка кулинарии Джанет Кларксон, блюдо, которое она описывает как один из нескольких «достойных внимания супов», стало символом общественных ужинов: 
С 1761 по 1825 год он никогда не пропускал банкет в честь Дня лорд-мэра Лондона. Вероятно, было бы разумно считать несколько поколений олдерменов и других гражданских лидеров ответственными за поедание черепах почти до полного исчезновения.
Зелёная морская черепаха впервые стала популярной в Англии как «морская черепаха» около 1728 года: «Её плоть находится между плотью телятины и плотью омара и чрезвычайно приятна… Их часто привозят в Англию в чанах с морской водой, и они ещё долго будут жить». Самые ранние английские рецепты предназначены для жареной или варёной черепахи, и только позже они используются в супе. Примерно в 1740—1750 годах его начали широко импортировать в Англию с острова Вознесения или из Вест-Индии. Samuel Birch приписывают то, что он первым подал в Лондоне черепаший суп, приправив его лимонами и кайенским перцем; он быстро стал чрезвычайно популярным, и лорд Дадли заявил: «В британском супе черепаха всегда занимает первое место в списке почета». Giles Rose приготовил суп из черепах следующим образом: «Возьмите своих черепах, отрежьте им головы и ступни и сварите их в чистой воде, а когда они почти закипят, добавьте к ним немного белого вина, некоторых сладких трав и кусочка бекона и дайте им подрумяниться на сковороде с хорошим маслом, затем выложите на свой хлеб, пропитанный хорошим крепким бульоном и хорошо приправленный; украсьте блюдо зелёной спаржей [аспарагусом] и лимоном». В книге Кулинария и домашнее хозяйство (1862), рецепт начинается следующим образом: «вынуть черепаху из воды, перевернуть её на спину, связать ей лапы, отрубить ей голову». Примерно к 1800 году хорошая порция на ужин составляла шесть фунтов черепахи живого веса, и в Лондонской таверне в августе 1808 года 400 человек съели 2500 фунтов черепахи в своем обеденном супе.
По словам Кларксон, «Трудно переоценить масштабы спроса на черепах» в период популярности супа. Целых 15 000 черепах были отправлены живыми в Великобританию из Вест-Индии. Из-за их популярности популяция зеленых черепах резко сократилась, и соответственно выросла их стоимость. Изабелла Битон отметила в 1861 году: «Это самый дорогой суп, который подают на стол». Таким образом, задолго до этого времени черепаховый суп, приготовленный из головы теленка, был широко принят в качестве более экономичной замены и стал популярным сам по себе, причём два блюда иногда подавались на одном банкете.

### Соединённые Штаты
В Соединённых Штатах каймановая черепаха уже давно является основным видом, используемым для приготовления черепахового супа. В этом случае суп также известен как черепаховый суп из луциана, или просто суп из луциана (не путать с супом из красного луциана, который готовят из рыбы красный луциан). Это тяжёлый коричневый суп, по внешнему виду похожий на густую мясную подливку.
По состоянию на 2016 год различные блюда, приготовленные из черепахи, в том числе суп из черепах, подавались в ресторане в Миннесоте, в основном во время Великого поста. Владелец сказал, что блюда из черепахи заказывают в основном пожилые клиенты, которые ранее ели черепаху; молодые посетители гораздо менее заинтересованы.
27-й президент США Уильям Говард Тафт был большим любителем черепахового супа и даже имел повара — специалиста по приготовлению этого блюда.

## Отравление
Употребление в пищу мяса некоторых морских черепах может вызвать редкое, но, возможно, смертельное пищевое отравление, называемое хелонитоксизмом.

## Фальшивый черепаховый суп
В англоязычных странах популярна имитация черепахового супа (англ. Mock turtle soup), приготовляемая из телячьих субпродуктов (мозги, копыта, внутренности).